# Roland Hoffmann (Fußballspieler)
Roland Hoffmann (* 24. November 1953) ist ein ehemaliger deutscher Fußballspieler.

## Karriere
Er wechselte im Sommer 1976 zum SV Arminia Hannover und spielte dort bis zum Abstieg in der Saison 1979/80. In dieser Zeit stand er zudem in der 2. Runde der DFB-Pokal Saison 1978/79 auswärts gegen Borussia Mönchengladbach auf dem Platz; das Spiel wurde 6:1 verloren. Zudem war er ein Teil der Startelf bei der historischen 11:0-Niederlage gegen Arminia Bielefeld. Nach dieser Zeit wechselte er dann zu Germania Walsrode.